# Tory Green
Tory Green es un empresario e inversionista estadounidense, y cofundador de io.net, una empresa centrada en infraestructura descentralizada para inteligencia artificial.

## Educación
Green obtuvo un título en economía de la Universidad de Stanford. También estudió en la Academia Militar de los Estados Unidos en West Point, con especialización en economía e ingeniería nuclear.

## Carrera
Green comenzó su carrera como analista en Merrill Lynch, enfocado en fusiones y adquisiciones, antes de unirse a The Walt Disney Company en un rol de planificación estratégica. Posteriormente trabajó en Oaktree Capital Management como asociado en capital privado, evaluando inversiones en el sector energético.
Más adelante, se desempeñó como director de desarrollo corporativo y estrategia en Fox Mobile Group, donde evaluó oportunidades de adquisiciones y empresas conjuntas. Green cofundó The Art of Charm, Inc., una empresa de medios y marketing, donde fue director de operaciones (COO).
También ocupó cargos ejecutivos en Hum Capital, una empresa fintech, donde fue director de operaciones (COO) y director financiero (CFO). En Hum Capital, supervisó las operaciones y finanzas, y contribuyó al desarrollo de la plataforma Intelligent Capital Market, que utilizaba inteligencia artificial para evaluar las finanzas de las empresas.
Antes de unirse a io.net, Green fue socio y director de operaciones en Tiller Partners, donde gestionó las operaciones de inversión, incluyendo la búsqueda de oportunidades, investigación, valoración y apoyo a la cartera. Su trabajo incluía análisis de mercado en sectores como aprendizaje automático, blockchain e Internet de las cosas (IoT).

### io.net
Green es cofundador de io.net, una empresa que proporciona recursos de cómputo para aplicaciones de inteligencia artificial. Inicialmente se desempeñó como director de operaciones (COO) y fue nombrado director ejecutivo (CEO) en junio de 2024. Su nombramiento se produjo antes del lanzamiento del token IO en Binance Launchpad.
Como CEO, Green definió un enfoque estratégico en la expansión de la red de proveedores de GPU y CPU de la plataforma, así como en la mejora de la eficiencia operativa. A mediados de 2024, la red había incorporado aproximadamente 20,000 GPUs listas para clústeres y había agregado más de 318,000 GPUs a nivel global.
En 2025, Green pasó a ocupar el cargo de presidente de la Fundación io.net.